# Porkkala

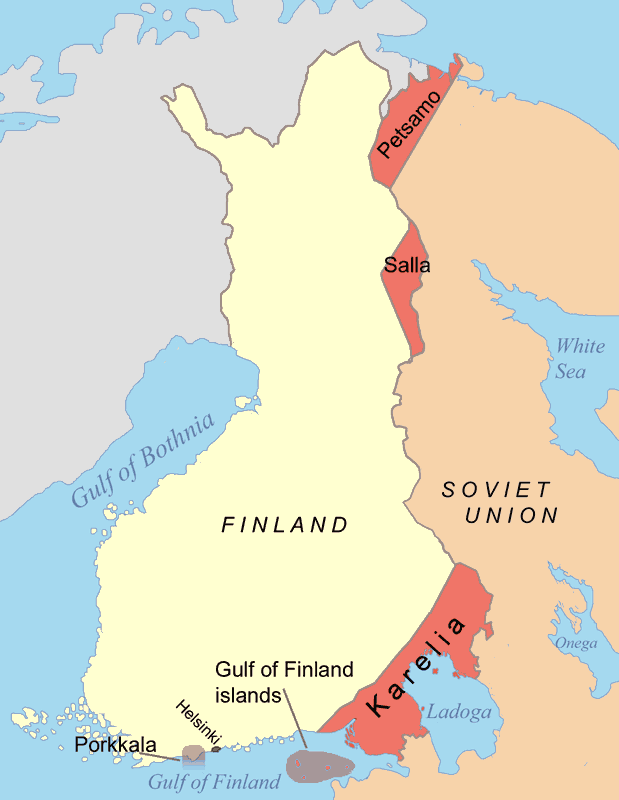
Zones cedides per finlàndia a la Unió Soviètica. Porkkala va ser tornada a Finlàndia el 1956.

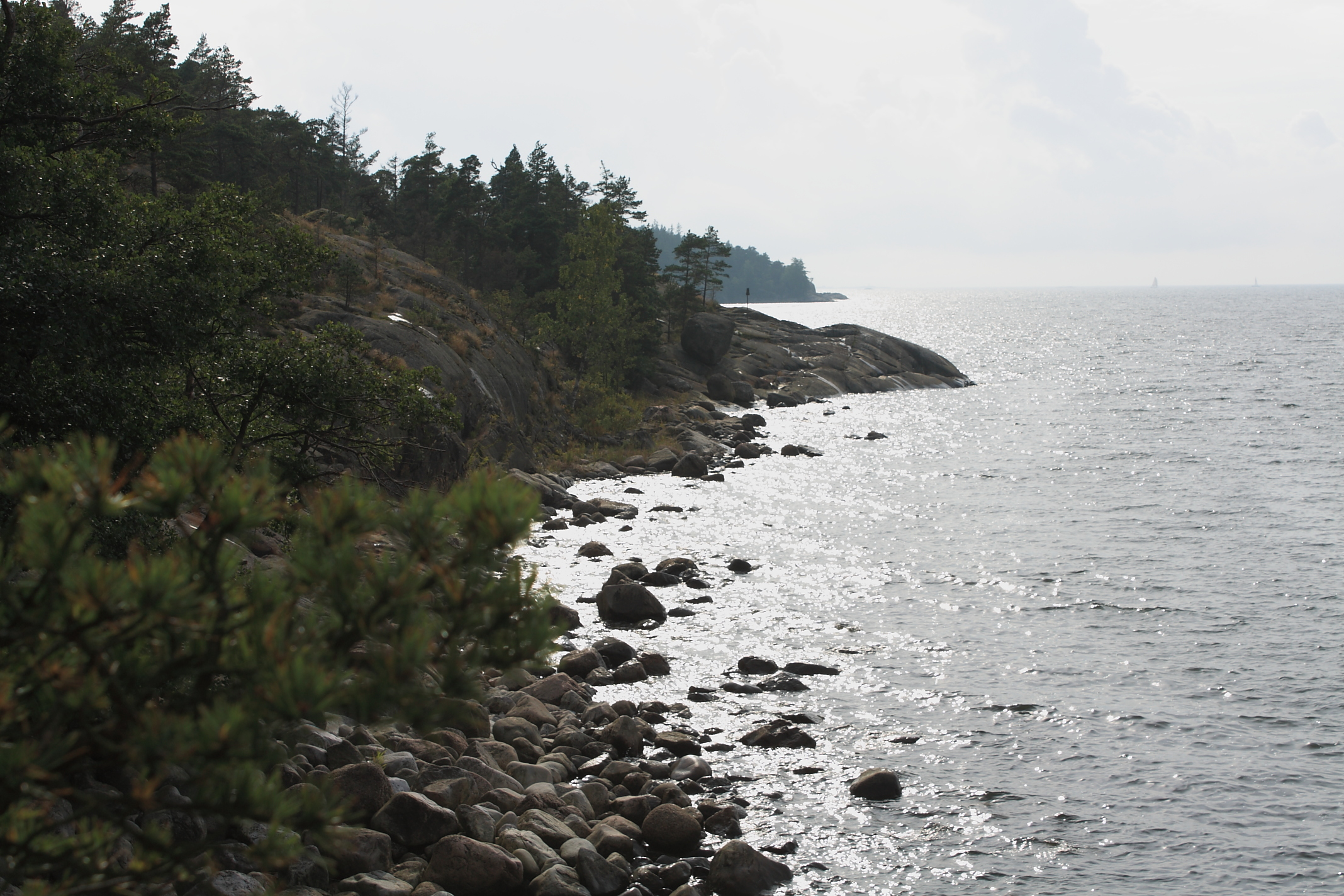
Península de Porkkala (en finès:Porkkalanniemi)

Porkkala (en suec:Porkala) és una península situada al Golf de Finlàndia a Kirkkonummi (Kyrkslätt) al sud de Finlàndia.
Des del final de la Segona Guerra Mundial fins a 1956 va ser ocupada per la Unió Soviètica. Té valor estratègic militar perquè l'artilleria de la costa pot arribar a la meitat de la superfície del Golf de Finlàndia i si es controla la costa d'Estònia pot bloquejar l'accés naval de Sant Petersburg a la mar Bàltica. Es troba a 30 km de Hèlsinki.
Molt propera a Porkkala està la principal base naval militar de Finlàndia, situada a Upinniemi.